# Fujiko Fujio
Fujiko Fujio (藤子 不二雄 (Đằng Tử Bất Nhị Hùng) ふじこ ふじお, IPA: /ɸɯdʒiko ɸɯdʒio/) là bút danh chung của hai nghệ sĩ manga Nhật Bản, người Việt gọi là Ông Hai Phú hay Ông Phú Sĩ. Tên thật của họ là Fujimoto Hiroshi (藤本 弘 (Đằng Bản Hoằng))(1 tháng 12 năm 1933 – 23 tháng 9 năm 1996) và Abiko Motoo (安孫子 素雄 (An Tôn Tử Tố Hùng))(10 tháng 3 năm 1934 – 7 tháng 4 năm 2022)
Năm 1954, hai người đều dùng cái tên "Fujiko Fujio" cho tới năm 1987, họ chia tay để theo đuổi con đường sáng tác riêng lẻ và trở thành "Fujiko F. Fujio" và "Fujiko Fujio (A)".

## Tiểu sử sơ lược
- Fujiko F. Fujio (藤子・F・不二雄, ふじこ・エフ・ふじお, Fujiko Efu Fujio) sinh ngày 1/12/1933 - mất ngày 23/9/1996.

Tên thật của ông là Fujimoto Hiroshi (藤本 弘, ふじもと ひろし) (Đằng Bản Hoằng). 
Vào năm 1986, Fujimoto Hiroshi đã phát hiện mình bị ung thư gan và mắc phải căn bệnh tim. Năm 1996, ông qua đời.
- Fujiko Fujio (A) (藤子不二雄Ⓐ, ふじこ・ふじお・エー（エイ）. Fujiko Fujio Ēi) sinh ngày 10 tháng 3 năm 1934 - mất ngày 7 tháng 4 năm 2022.

Tên thật của ông là Abiko Motoo (安孫子 素雄, あびこ もとお) (An Tôn Tử Tố Hùng).

## Tác phẩm

Doraemon với chữ ký của tác giả Fujiko F. Fujio.

Trong số các tác phẩm của cả hai, tác phẩm được biết đến rộng rãi nhất là Doraemon. Ban đầu, khi bắt đầu sáng tác truyện tranh, cả hai ông đều vẽ cùng nhau dưới bút danh "Ashizuka Fujio". Truyện tranh sáng tác của hai ông rất thành công, và đến năm 1960 giành được giải thưởng Shogakukan cho 2 manga Susume Robot và Tebukuro Tecchan. Tác phẩm đem lại thành công vang dội nhất cho cả hai ông chính là chú mèo máy Doraemon - một sản phẩm tưởng tượng của thế kỷ 22, tuy nhiên trên thực tế manga này không hề gây được tiếng tăm gì suốt 3 năm trời cho đến khi anime của nó được phát trên truyền hình. Đến năm 1988, hai ông ngừng hợp tác với nhau, do manga của Abiko chủ yếu dành cho lứa tuổi thanh niên, còn Fujimoto lại muốn hướng tới đối tượng là trẻ em.
Fujimoto mắc bệnh suy gan khi bước sang tuổi 60, ông qua đời vào năm 1996, thọ 62 tuổi. Ông đã lập ra nhiều quỹ Doraemon trên khắp thế giới - tại Việt Nam, Quỹ học bổng Doraemon cũng được thành lập dưới sự ủy quyền của ông và nhà xuất bản Kim Đồng làm đại diện. Có thể nói Doraemon là tác phẩm thành công nhất của ông, tác phẩm kinh điển trở thành một trong những biểu tượng văn hóa hàng đầu của Nhật Bản.

## Tiểu sử chung
Năm 1944, lúc cả hai còn là học sinh tiểu học, cả hai đều học khác trường. Sau đó, Abiko chuyển sang trường học của Fujimoto và họ thấy cả hai đều có sở thích là vẽ. Sau khi học trung học cơ sở, họ vẫn là bạn bè mặc dù họ đã chuyển đến trường học khác nhau. Trong khi họ là học sinh trường trung học cơ sở (1946 - 1948), họ đã đọc truyện tranh của Osamu Tezuka. Khi họ đã trở thành học sinh trường trung học phổ thông, họ bắt đầu vẽ manga cho một nhà xuất bản. Cả hai đã cho ra tác phẩm đầu tay dưới cùng bút danh là Tenshi Tama-chan.
Sau đó, Fujimoto vào làm ở một công ty bánh kẹo, và Abiko thì làm việc cho tòa soạn báo địa phương Toyama Newspaper Company của nhà xuất bản. Tuy nhiên, Fujimoto nhanh chóng phải nghỉ việc vì chấn thương do tay bị kẹt bởi máy móc. Còn Abiko thì làm quản lý, phù hợp với việc vẽ manga. Trong khi Abiko đã được làm việc cho công ty, Fujimoto tiếp tục công việc của mình là vẽ manga. Tại thời điểm này, tên của họ đã được viết dưới bút danh "Ashizuka Fujio". Năm 1953 họ xuất bản tác phẩm đầu tay The Last World War. Những năm tiếp theo (1954), họ đã quyết định đi đến Tokyo để trở thành họa sĩ chuyên nghiệp vẽ manga. Tại Tokyo, thời kì khó khăn của họ bắt đầu. Họ liên kết cùng các họa sĩ manga khác để tiếp tục công việc vẽ manga. Một thời gian, Fujimoto và Abiko chuyển về căn hộ của Tokiwa-so nơi Hiroo sinh sống.
Họ tiếp tục vẽ manga dù gặp khó khăn rất nhiều. Nhiều nhà xuất bản đã đặt đơn hàng từ họ. Họ đã trở thành một mangaka nổi tiếng. Tuy nhiên, họ bị mất việc làm trong thời gian từ 1955 đến 1956, vì năm 1955 họ trở về nhà ở Toyama để nghỉ ngơi, thế là họ bị mất trong thời hạn gần tất cả các manga. Sau đó, họ chỉ phục hồi khi các nhà xuất bản thật sự tin cậy. Trong 1959, họ tiếp tục ở Tokiwa sau đó chuyển đến Kawasaki, Kanagawa. Fujimoto đã lập gia đình năm 1962 (ở tuổi 28). Những năm sau, Fujiko Fujio nhận được giải thưởng Shogakukan Manga dành cho các manga Susume Robot và Tebukuro Tecchan.
Fujimoto và Abiko thành lập Studio Zero với Shin'ichi Suzuki, Shotaro Ishinomori, Jiro Tsunoda và Kiyoichi Tsunoda. Sau đó Fujio Akatsuka tham gia và tới khi đỉnh điểm, xưởng sản xuất có đến gần 80 người. Họ sản xuất nhiều phim hoạt hình, ví dụ, Astro Boy. Fujiko Fujio tiếp tục viết manga, ví dụ Ninja Hattori-kun, Kaibutsu-kun. Sau đó, Abiko đã kết hôn năm 1966 ở tuổi 32.
Fujimoto bắt đầu sáng tác Doraemon vào cuối năm 1969, và cùng một lúc ông bắt đầu hoàn chỉnh manga dành cho thanh thiếu niên. Doraemon lần đầu tiên đã không thu hút sự chú ý của trẻ em. Mãi 3 năm sau, Doraemon gây sự chú ý bởi loạt phim hoạt hình. Tuy nhiên, đáng tiếc Doraemon không còn sự hợp tác của hai họa sĩ nữa, mà chỉ còn một họa sĩ theo đến tập cuối cùng là Fujimoto. Doraemon giờ đây thực sự nổi tiếng khắp thế giới không chỉ truyện tranh mà còn hoạt hình.

### Các tác phẩm của Fujiko Fujio
- Obake no Q-tarō  (オバケのQ太郎 Obake no Qtarō), 1964-1969, 1971-1974
- Utopia: Saigo no Sekai Taisen (ユートピア：西郷の世界), 1953-?

### Các tác phẩm chính của Fujiko F. Fujio
- Perman - Cậu bé siêu nhân (パーマン, Pāman), , 1983
- 21-emon (Hiệp sĩ thế kỉ 21) (21エモン), 1991
- Mojacko (Những hành tinh lạ) (モジャ公),  Lưu trữ ngày 27 tháng 5 năm 2008 tại Wayback Machine, 1995
- Ume-boshi Denka (ウメ星デンカ), , 1994
- Doraemon (ドラえもん), , 1969
- Kiteretsu Daihyakka (Cuốn từ điển kì bí) (キテレツ大百科), , 1988
- Siêu nhân Mami (エスパー魔美, Esper Mami), , 1987
- Time-Patrol Bon (Phi thuyền thời gian) 1978-1986
- Chú mèo Poko (ポコニャン) 1978
- Chimpui (Chuột Chinba) (チンプイ), , 1989
- Hitoribochino Uchusensou (Chiến tranh vũ trụ)
- Bakeru-kun (Nhóc bakeru)

### Các tác phẩm chính của Fujiko Fujio (A)
- Ninja Hattori-kun (忍者ハットリくん Ninja Hattori-kun), , 1981
- Kaibutsu-kun (怪物くん), , 1980
- Warau Salesman (笑ゥせぇるすまん), , 1968-1971, 1989-1996
- Manga-michi (まんが道), , 1970-1972, 1977-1982, 1986; 1986-1988; 1989-1990, 1995 to the present
- Mataro ga Kuru!! (魔太郎がくる!!), , 1972-1975
- Parasol Henbē (パラソルへんべえ), [liên kết hỏng] 1989-1991
- Pro Golfer Saru (プロゴルファー猿),  Lưu trữ ngày 27 tháng 5 năm 2008 tại Wayback Machine, 1990
- Shadow Shōkai Henkiro (シャドウ商会 変奇郎), , 1976-1977
- Shōnen Jidai (少年時代), , 1978-1979
- Wakatono (わかとの) (1964-1965-1968)

## Các giải thưởng

### Cho bút danh chung Fujiko Fujio
- 1963 - Shogakukan Manga Award dành cho truyện Susume Robot and Tebukuro Tecchan[1]
- 1973 – Giải thưởng ưu tú của Hiệp hội truyện tranh Nhật Bản dành cho tác phẩm Doraemon[2]
- 1981 – giải thưởng văn hóa của thành phố Kawasaki.
- 1982 – Shogakukan Manga Award - giải thưởng lớn nhất trong ngành công nghiệp truyện tranh Nhật Bản.[1]
- 1997 – Tezuka Osamu Cultural Prize - giải thưởng Tezuka Osamu lần thứ nhất [3]

### Riêng tác giả Fujiko F. Fujio
- 1989 – Giải thưởng đặc biệt.
- 1989 - Giải thưởng nhà phê bình vàng.
- 1992 – Phim hoạt hình tiếng Nhật xuất sắc nhất của hiệp hội văn hóa Nhật.
- Fujiko F. Fujio còn được Bộ văn hóa thông tin Việt Nam trao tặng huy chương "Chiến sĩ văn hóa" vào năm 1996 do đã đóng góp vào công tác giáo dục trẻ em qua truyện Doraemon.[4]

### Giải thưởng cho Fujiko Fujio (A)
- 1990 – Giải thưởng đặc biệt dành cho phim Shōnen Jidai
- 2005 – Phim hoạt hình Nhật Bản xuất sắc.